# Nodicia de Kesos
El  Document de Kesos o Nodicia de Kesos és primer escrit conegut fins al moment en romanç del Regne de Lleó, és a dir llengua lleonesa. Actualment, se'n guarda una còpia amb el nom de Manuscrito 852 als arxius de la catedral de Lleó.
El text és una simple nota de caràcter funcional: es tracta de l'inventari de formatges que va fer un monjo del monestir de Sant Just i Sant Pastor, del poble de Rozuela, molt proper a Lleó. Està escrit a la cara posterior d'un document de l'any 956, però se l'ha datat l'any 974, a causa del fet que aquell any està documentada una visita del rei al Monestir, a la que el document fa referència.

## El text
(1a columna)
Nodicia de
/kesos que
/espisit frater
/Semeno jn labore 
/de fratres jn ilo ba
/celare
/de cirka Sancte Ius
/te kesos U jn ilo
/alio de apate
/II kesos en [que]
/puseron ogano
/kesos IIII jn ilo
/de Kastrelo, I
/jn ila vinia majore
/II

(2a columna)
/que lebaron en fosado
/II, ad ila tore
/que baron a Cegia
/II quando la talia-
/ron ila mesa II que
/lebaron Lejione II
/..s...en
/u...re...
/...que...
/...c...
/...e...u
/...alio (?)
/...
/g... Uane Ece alio ke le
/ba de sopbrino de Gomi
/de do...a... IIII que espi
/seron quando llo rege
/uenit ad Rocola
/I qua salbatore ibi
/uenit

Traducció al català:

Relació de formatges que va gastar el germà Semeno (Ximeno). 
En el treball dels frares: a la vinya novella de prop de Sancte Iuste (Sant Just), 5 formatges; a l'altra de l'Abad, 2 formatges; en la que posaren enguany, 4 formatges; en la de Castrello (Castrillo), 1; a la vinya major, 2;
[…] que portaren al fossar de la torre, 2; que portaren a Cegia (Cea) quan tallaren la taula, 2; 2 que portaren a Legione (Lleó); […] altre que s'emportà el nebot de Gomi[…] 4 que gastaren quan el rei vingué a Rocola (Rozuela); 1 quan Salvador vingué aquí».